# New York Mets
New York Mets je profesionální baseballový klub v Major League Baseball, hrající východní divizi National League.

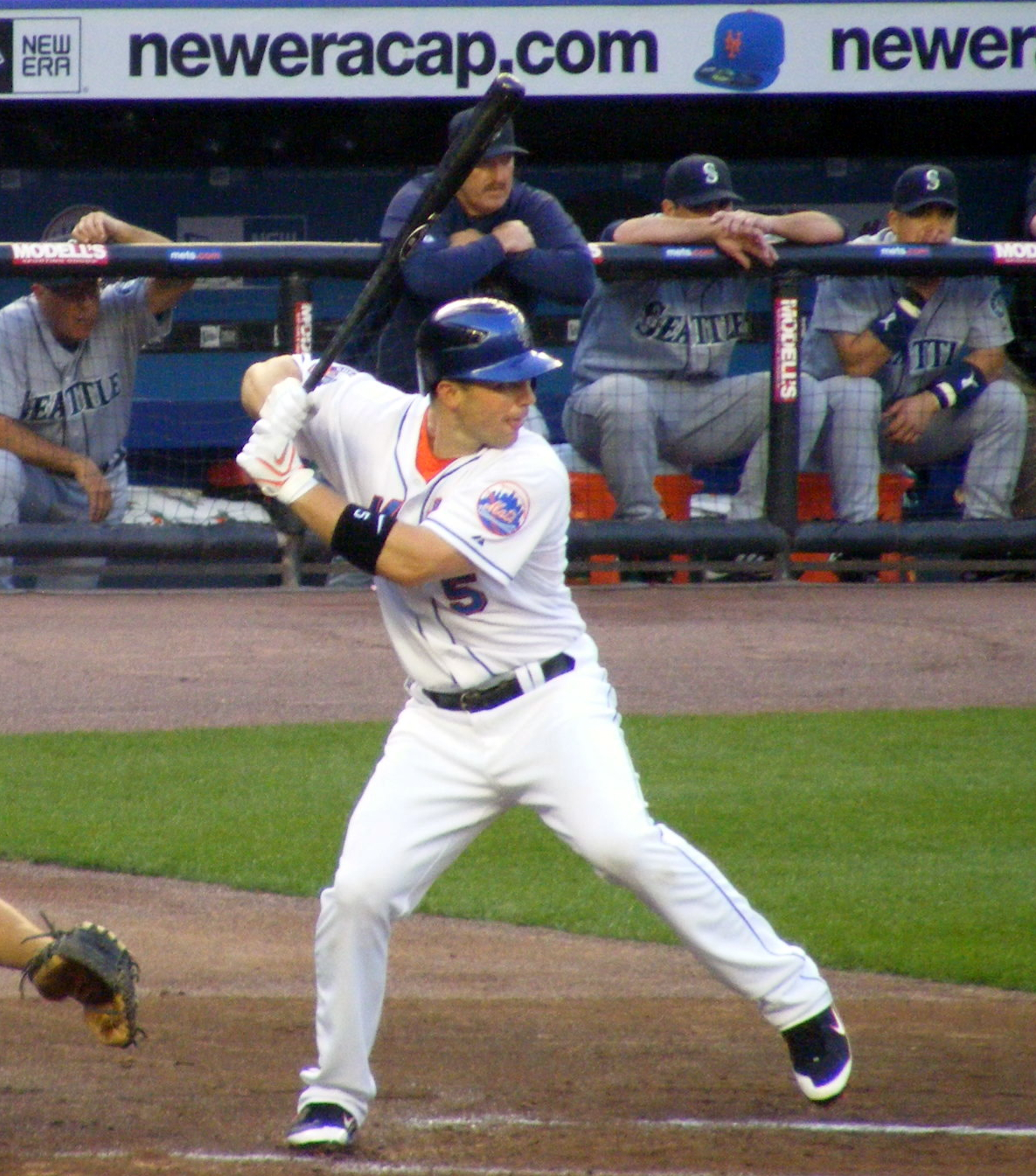
David Wright - jedna z největších postav New York Mets (2004 - současnost).

Za svou historii klub National League celkem pětkrát vyhrál (v letech 1969, 1973, 1986, 2000 a 2015), z toho dvakrát i následnou Světovou sérii (1969 a 1986).

## Založení klubu
Poté, co týmy New York Giants a Brooklyn Dodgers (dnes San Francisco Giants, resp. Los Angeles Dodgers) koncem padesátých let minulého století opustily New York, nebyl zde jediný tým, který by se účastnil v MLB její "národní části" (National League). To se změnilo právě založením New York Mets roku 1962.

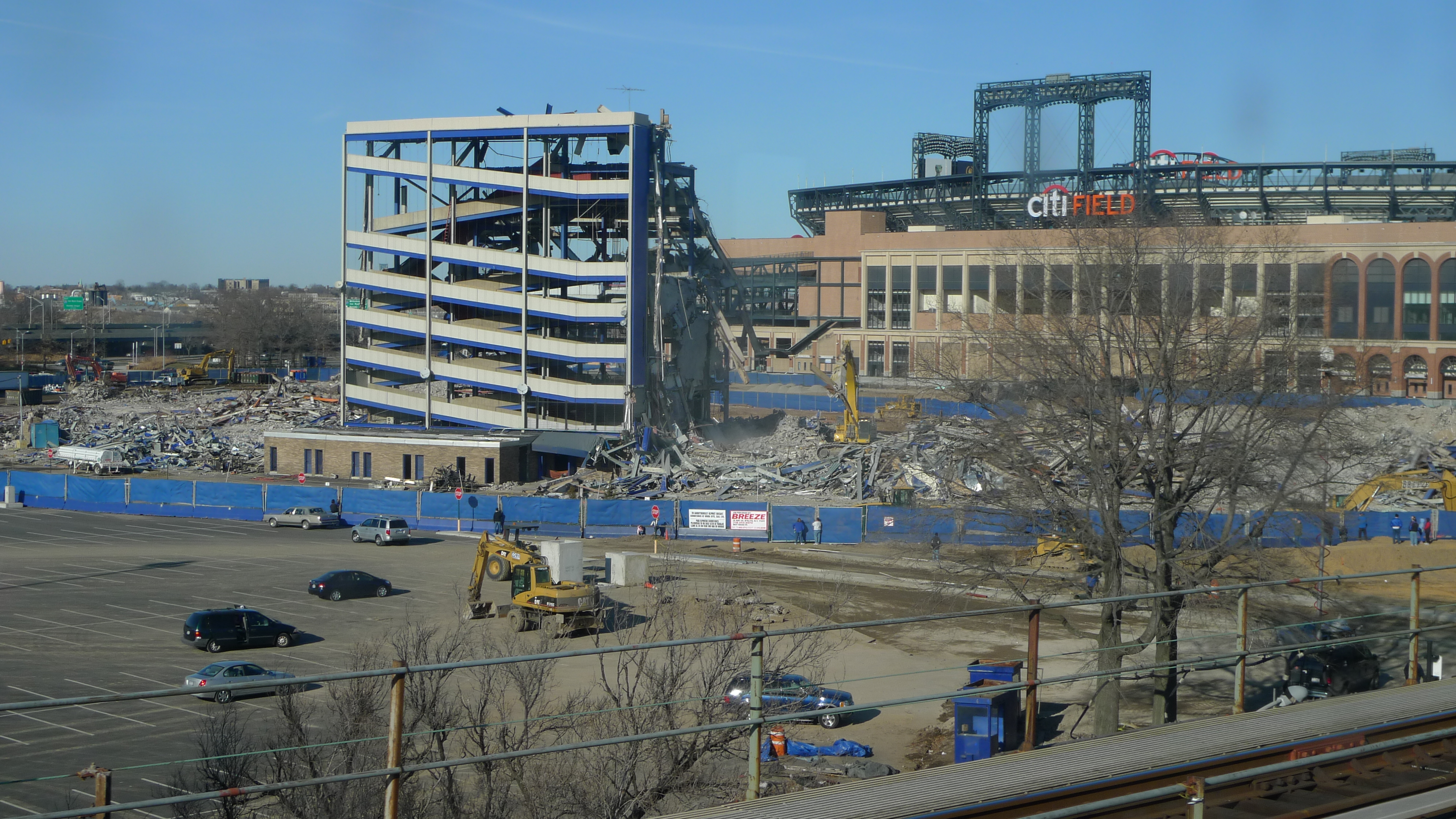
Demolice Shea Stadium, v pozadí Citi Field.

## Domácí stadióny
První dvě sezóny vzal tým z Queens za vděk pro svá domácí utkání stařičkým stadiónem Polo Grounds. Vlastního stadiónu se Mets dočkali v roce 1964, kdy byla dokončena stavba Shea Stadium - pojmenován podle Williama Shea - muže, který se výrazným způsobem zasadil o navrácení National League zpět do New Yorku. Shea se stal pro Mets domovem na téměř pět dekád, stržen byl v roce 2009. Od tohoto roku se Mets pyšní novým stánkem Citi Field, stojícím jen několik desítek metrů od místa, kde býval Shea. Stadión pojme až 41 922 sedících diváků (45 000 s prostory ke stání) a v roce 2013 byl dějištěm MLB All-Star Game. Typický vzhled hlavního průčelí Citi Field byl inspirován dnes již zapomenutým ballparkem Ebbets Field (stadión Brooklyn Dodgers), na jehož místě v Brooklynu dnes stojí bytové domy.

## Úspěchy

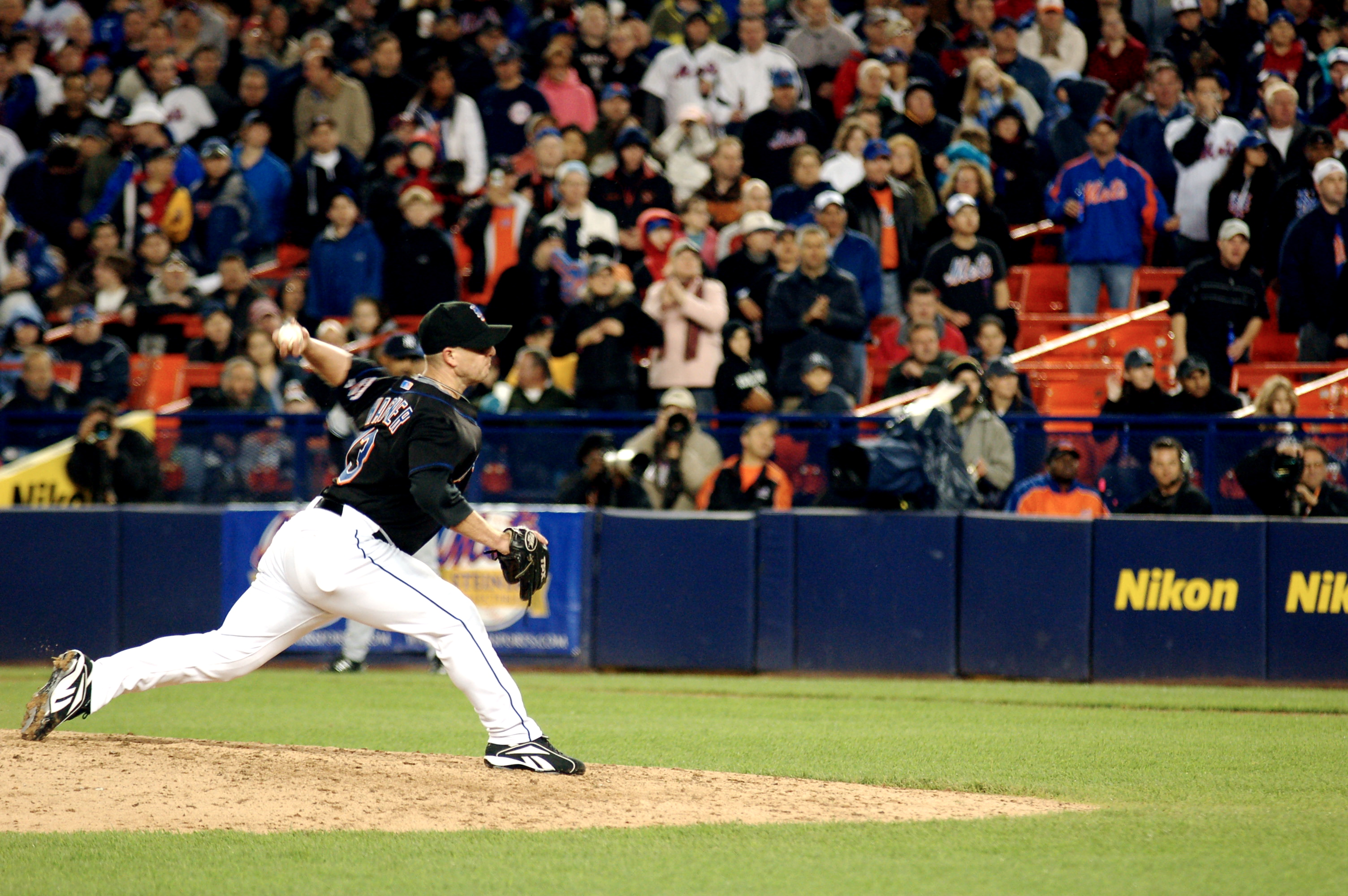
Nadhazovač New York Mets
Billy Wagner (2006–2009)

Během první sezóny si Mets připsali nelichotivý rekord, kdy ze 160 utkání dotáhli do vítězného konce pouhých 40 (dva zápasy byly zrušeny). Tým nikdy neskončil lépe nežli druhý od konce a to až do roku 1969. Tento rok je v klubové historii znám jako "Miracle Mets" (Zázrační Mets) nebo také "Amazin´ Mets" (Úžasní Mets), když se poprvé probojovali do samotné Světové série, kde dokázali zdolat Baltimore Orioles v poměru 4-1 na zápasy. Od té doby se účastnili Světové série celkem čtyřikrát, naposledy v roce 2015, kdy podlehli Kansas City Royals. Dále to bylo v letech 1973 proti Oakland A's (o vítězi rozhodl až 7. zápas série, který dopadl lépe pro Oakland), o 13 let později svedli tentokráte vítěznou bitvu s Boston Red Sox (konečný stav série 4-3) a v roce 2000 podlehli městskému rivalovi Yankees 1-4. Od roku 2000 se do vyřazovací části probojovali pouze třikrát (2006, 2015 a 2016) . V roce 2006 prošli do druhého kola přes Los Angeles Dodgers, ale pozdější celkový vítěz St. Louis Cardinals byl již nad jejich síly. O neúčasti v play-off v letech 2007 a 2008 rozhodl pokaždé poslední zápas základní části, ve kterém Mets nedokázali zvítězit a na jejich úkor dvakrát postoupili do konečné fáze sezóny Philadelphia Phillies. V obou případech sehráli poslední utkání s týmem Florida Marlins (dnes Miami Marlins), kteří se tak stali strůjci hořkého konce sezóny pro tým, jenž do ní vstoupil s vysokými ambicemi a předpoklady.